# Omar El Yazidi
Pour les articles homonymes, voir Yazidi.
Omar El Yazidi, né le 24 avril 1995 à Nîmes, est un taekwondoïste français.
Il remporte la médaille de bronze dans la catégorie des plus de 87 kg aux Championnats d'Europe de taekwondo 2016 et aux Championnats d'Europe pour catégories olympiques de taekwondo 2019 à Dublin.